# Districtul Orosháza
Orosháza (în maghiară Orosházi járás) este un district în județul Békés, Ungaria.
Districtul are o suprafață de 717,18 km2 și o populație de 57.706 locuitori (2013).

## Localități
- Békéssámson
- Csanádapáca
- Gádoros
- Kardoskút
- Nagyszénás
- Orosháza
- Pusztaföldvár
- Tótkomlós